# Aubencheul-aux-Bois
Aubencheul-aux-Bois là một xã ở tỉnh Aisne, vùng Hauts-de-France thuộc miền bắc nước Pháp.